# Hôpital général de référence nationale (Tchad)
 (novembre 2024).
L'hôpital général de référence nationale (ou HGRN) est un établissement public de santé situé à N'Djamena au Tchad, sous tutelle du Ministre de la Santé Publique. Ses unités des soins couvrent presque la totalité des besoins de santé,.